# Frogger II: ThreeeDeep!
Frogger II: ThreeeDeep! är en konsol och dataspel som släpptes 1984 av Parker Brothers. Det är en uppföljare till det ursprungliga Frogger arkadspelet från 1981 och har liknande speluppspelning.

## Spelupplägg
Målet med Frogger II är att manövrera varje groda till en kaj högst upp på skärmen. När alla kajarna är fyllda går spelaren vidare till nästa nivå. Till skillnad från föregångaren har spelet tre på varandra följande skärmar för varje nivå i stället för en skärm per nivå, med kajer på toppen av var och en av de tre skärmarna som måste fyllas.